# ムンタワイ海峡
ムンタワイ海峡（ムンタワイかいきょう、インドネシア語: Selat Mentawai）は、インドネシアのスマトラ島と西に平行して連なるムンタワイ諸島との間の海峡である。沿岸の主要都市は、スマトラ島の西スマトラ州の州都であるパダンである。海峡の外海はインド洋が広がっている。
座標: 南緯2度00分 東経100度30分 / 南緯2.000度 東経100.500度